# Monte Devès
Il Monte Devès è una cima di origine vulcanica culminante a 1417 metri s.l.m. d'altitudine nel dipartimento dell'Alta Loira. È la cima più alta dell'omonimo massiccio all'interno del Massiccio Centrale. Risale al periodo Villafranchiano .
Sulla sua sommità è stata installata un'antenna ripetitrice.